# Танагра чорноголова
Тана́гра чорноголова (Stilpnia heinei) — вид горобцеподібних птахів родини саякових (Thraupidae). Мешкає в Андах. Вид названий на честь німецького орнітолога Фердинанда Гейне.

## Опис

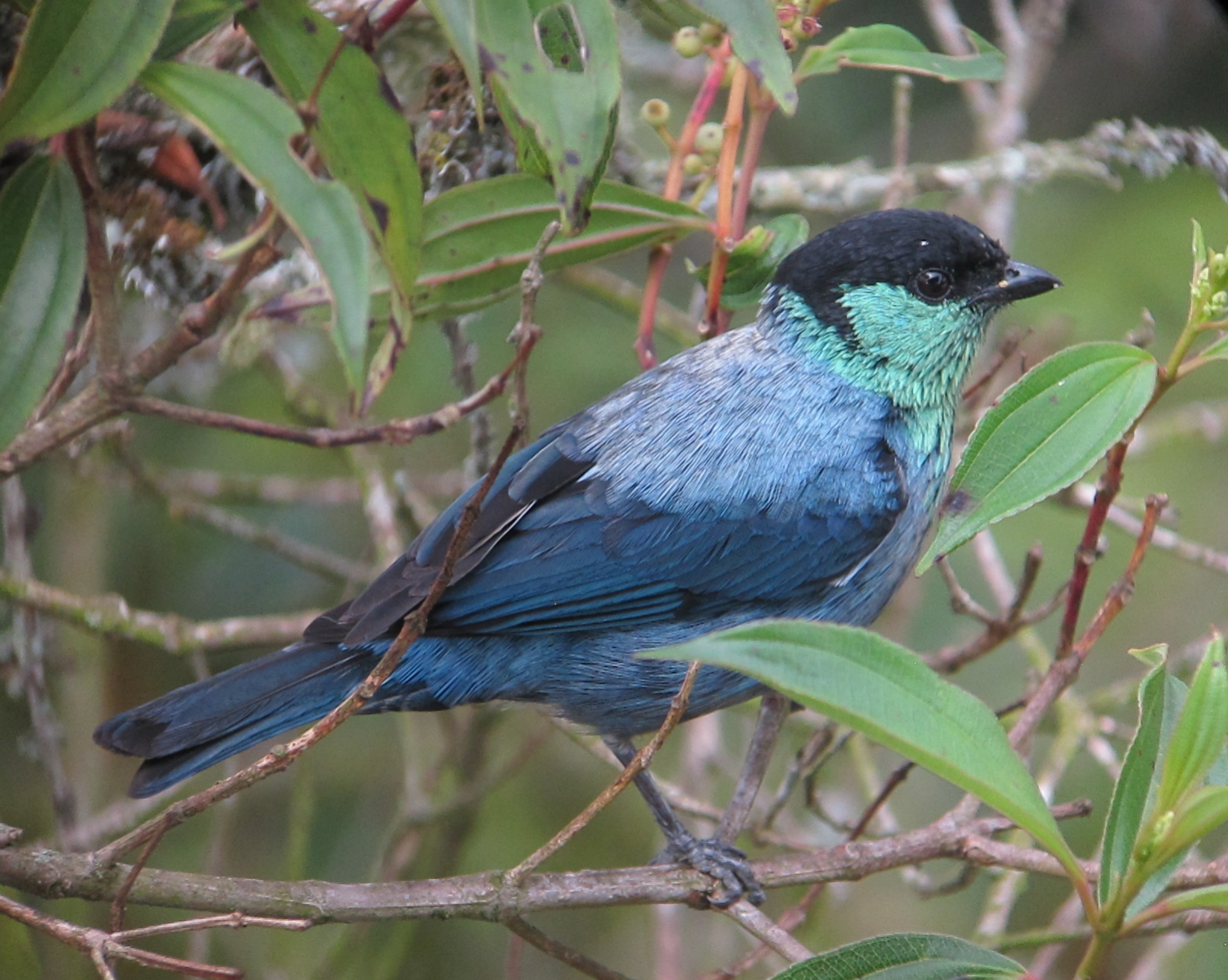
Самець чорноголової танагри

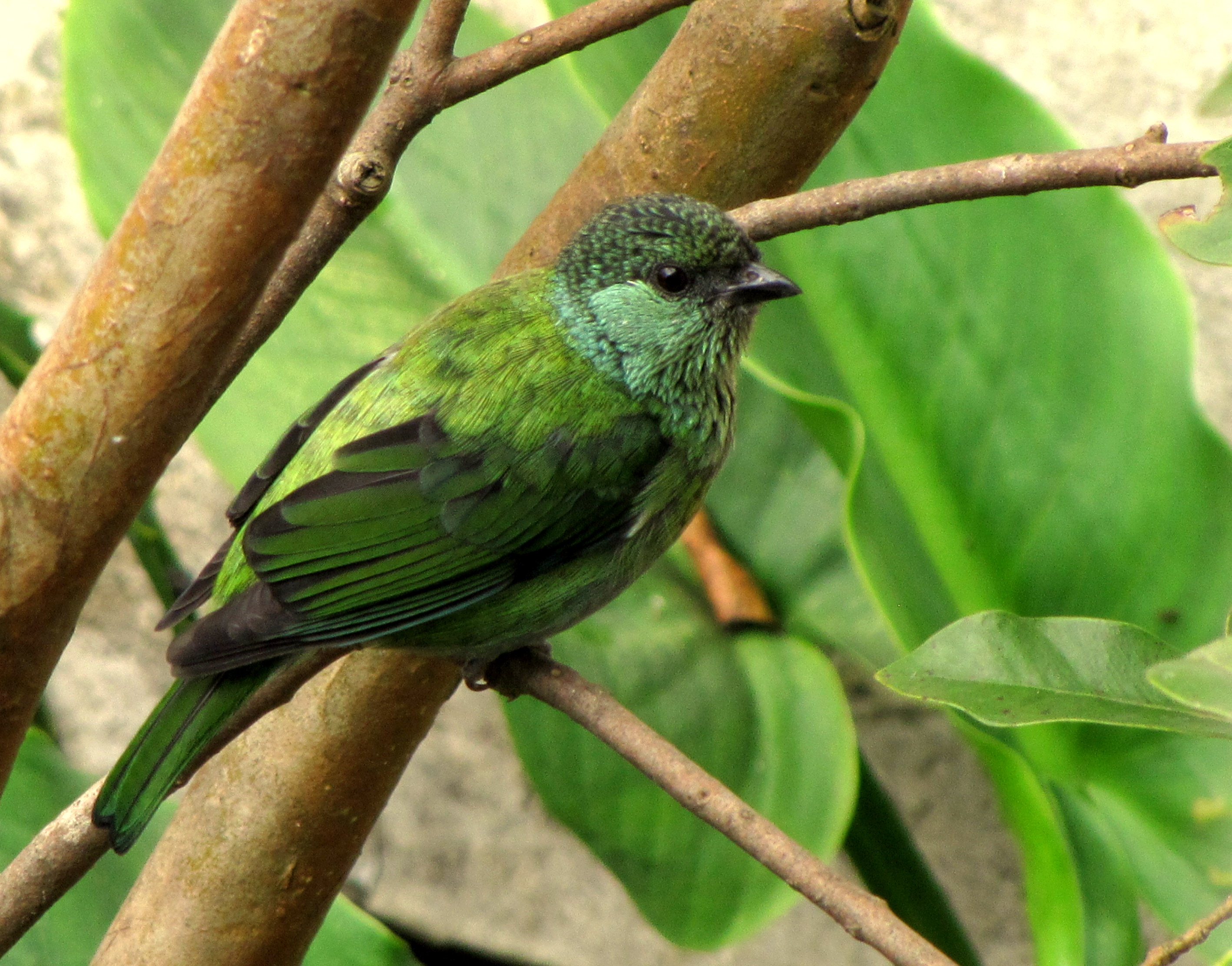
Самиця чорноголової танагри

Довжина птаха становить 13 см, вага 18-20 г. Виду притаманний статевий диморфізм. У самців обличчя і верхня частина голови чорні, верхня частина тіла і верхні покривні перв хвоста срібнясто-блакитнувато-сірі. Покривні пера крил чорні з тьмяно-синіми краями. Пера на горлі, шиї з боків, скронях і грудяї блискучі, аквамариново-зелені, біля основи темні. Решта нижньої частини тіла тьмяна, рівномірно сірувато-синя. Пера на гузці темні зі світлими краями. У самиць пера на тімені темні з зеленими краями, що утворюють лускоподібний візерунок. Верхня частина тіла рівномірно зелена, блискуча, хвіст більш тьмяний, оливково-зелений. Покривні пера крил темні з зеленими зовнішніми опахалами. Махові пера темні з блакитнувато-зеленими краями. Пера на горлі, шиї і грудях зелені, біля основи темні, решта нижньої частини тіла сіра, боки оливоково-жовтувато-зелені, пера на гузці темні зі світлими краями. Очі темно-карі, дзьоб і лапи чорні. 
На відміну від інших представників свого роду, чорноголові танагри часто співають, сівши на високому, часто відкритому місці. Спів дзвінкий, металевий, триває до 10 секунд, кілька разів повторюється. Вокалізація також включає пронизливі крики "жіт" і "ціт".

## Поширення і екологія
Чорноголові танагри мешкають в усіх трьох хребтах Колумбійських Анд, на півночі Еквадорських Анд (на південь до Пічинчи і Тунґурауа) в гірському масиві Сьєрра-Невада-де-Санта-Марта на півночі Колумбії, в горах Сьєрра-де-Періха на кордоні Колумбії і Венесуели, в Західному хребті Венесуельських Анд (Кордильєра-де-Мерида) і в Прибережному хребті Венесуели. Вони живуть на узліссях вологих гірських тропічних лісів та на галявинах. Зустрічаються на висоті від 1300 до 2200 м над рівнем моря.

## Поведінка
Чорноголові танагри зустрічаються поодинці або парами, рідко приєднуються до змішаних зграй птахів. Живляться плодами (зокрема плодами меланостом) і комахами. Розмножуються протягом всього року. Гніздо робиться з корінців, лишайників і моху, скріплюється павутинням, встелюється лишайниками, корінціями і травою. В кладці 1-2 зеленуватих або блакитнуватих яєць, поцяткованих рудувато=коричневими плямками. Інкубаційний період триває 13-14 днів, насиджує лише самиця. За пташенятами доглядають і самиці, і самці.